# 오펀 블랙~일곱 개의 유전자~
《오펀 블랙~일곱 개의 유전자~》(일본어: オーファン・ブラック～七つの遺伝子～)는 2017년 12월 2일부터 2018년 1월 27일까지 토카이 TV에서 방영된 텔레비전 드라마이다. 주연은 강지영이다.

## 등장 인물
- 강지영 - 아오야마 사라/시이나 마오코/옥영애/엘레나/요시카와 리카/오다기리 이즈미/구로사키 히로카
- 야마자키 이쿠사부로 - 이와키 마키오
- 니시메 슌 - 아오야마 카오루
- 타키자와 사오리 - 키무라 아야노
- 오카다 고키 - 킨조 츠요시
- 타카하시 츠토무 - 나가세
- 타케나카 나오토 - 와키타
- 아소 유미 - 아오야마 사에코